# Église Saint-Michel de Wurtzbourg
L’église Saint-Michel est une église catholique romaine de Wurtzbourg.

## Histoire
Avant l'église, il y avait une petite chapelle au début du XIIIe siècle. Elle était dédiée à Agnès de Rome et était utilisée par le couvent franciscain. Après l'installation des Clarisses dans le couvent en 1220, le complexe du monastère est reconstruit vers 1257 et une nouvelle église est construite. Après la dissolution du couvent au XVIe siècle, le complexe de bâtiments est utilisé par les jésuites comme centre de formation à partir de 1561. Dans les années 1606 à 1610, les jésuites construisent leur première église dédiée à Michel et Agnès.
L'actuelle église Saint-Michel est construite entre 1765 et 1798 par Johann Philipp Geigel (de) et Johann Michael Fischer. Pendant la période de construction, l'ordre des Jésuites est aboli en 1773. En 1789, l'ancien collège devient le séminaire et l'église nouvellement construite devient l'église du séminaire après sa consécration, et plus tard également comme église de confirmation centrale pour la zone urbaine de Wurtzbourg. La sodalité civile mariale résidente déménage à la chapelle Sainte-Marie de Wurtzbourg en 1796.
À la suite du bombardement de Wurtzbourg le 16 mars 1945, l'église est complètement brûlée. Après la Seconde Guerre mondiale, elle est réparée, se limitant d'abord aux mesures nécessaires. En 1955, l'église est consacrée par Julius Döpfner. Ce n'est qu'en vue du 400e anniversaire du séminaire de Wurtzbourg en 1989 que le diocèse commande la refonte artistique de l'église. Le thème de base pour la refonte de l'intérieur est l'Apocalypse ; elle est réalisée par Heinrich Gerhard Bücker (de). Les travaux durent de 1988 à 1991, date de la consécration de l'autel. La conception du dôme est achevée en 1995.

## Architecture
L'église orientée à l'ouest est une basilique à galerie avec une nef à quatre travées, des bras de transept et un chœur d'abside. Au-dessus se trouve la tour du chœur avec les cloches. La croisée est voûtée à l'intérieur par un dôme plat et possède une tourelle de toit à l'extérieur. Le côté du portail à l'est est conçu comme une façade d'affichage représentative basée sur le modèle baroque romain.
L'orgue est construit en 1959 par l'entreprise de facture d'orgues Johannes Klais Orgelbau. En 1996, il est agrandi et réharmonisé par la même maison de facture d'orgues, de sorte que l'orgue compte 35 jeux sur trois claviers et un pédalier.

## Source
- (de) Cet article est partiellement ou en totalité issu de l’article de Wikipédia en allemand intitulé « St. Michael (Würzburg) » (voir la liste des auteurs).

1. 1 2  (de) « St. Michael », sur Ville de Wurtzbourg (consulté le 15 octobre 2022)